# アクティブ運用
アクティブ運用（アクティブうんよう）またはアクティブ投資は、投資のインデックス（株価指数など）を上回ることを目標に、具体的な投資を行ってポートフォリオを管理する投資戦略を指す。一方、パッシブ運用では、投資家がインデックス内の銘柄ウェイトを模倣することによって、ベンチマークしているインデックスのリターンを期待する（多くの場合、インデックスファンドに投資することでそれをなす）。

## コンセプト
理想的には、アクティブ運用のマネージャーは、過小評価されている有価証券（株式など）を購入すること、または過大評価されている有価証券を空売りすることによって、市場の非効率性を利用し利益を得る。どちらの方法も、単独または組み合わせで使われる。ヘッジファンドや投資信託などのアクティブ運用者は、具体的なポートフォリオの目標に応じて、ベンチマークしているインデックスよりも、少ないポートフォリオの価格変動（ボラティリティ）、又は少ないリスクにできる可能性がある。リスク低減の代わりに（またはそれに加えて）、インデックスよりも大きな収益を目標にする事もできる。
アクティブ運用のマネージャーは、自分のポートフォリオを構築するために、色々な投資指標や戦略を使用できる。これらには以下が含まれる。
- 株価収益率（PER）及びPEGレシオなどのクオンツ指標を用いて投資する。
- 長期的なマクロ経済の動向を予測するセクター別投資（エネルギーや住宅など）。
- 一時的に人気を失った、または本来価値より割引になっている企業の株式を購入する。

加えて幾つかのアクティブ運用のファンドは、リスク・アービトラージ（裁定取引）、ショートポジション、オプション取引、資産配分（アセットアロケーション）のような投資戦略も追求している。

## 資産配分（アセット・アロケーション）
資産配分（アセット・アロケーション）の概念を用いて、アクティブ運用は二つのタイプに大別される。その一つは、単一の資産クラス（アセットクラス）の中で証券を選択するタイプ、もう一つは、複数のアセットクラスから選択していくタイプである。例えば、大型株の米国株式ファンドは、米国の株式市場というアセットクラスの中でファンドに含める大型株たちを決めるだろう。これらの株式は将来、アセットクラス全般に対して良し悪しが比較される。別のファンドは、債券や株式または幾つかの国等々の間で、幾つかを選択し資金を移動するかもしれない。この場合は、選択したアセットクラスの良し悪しが、その他のアセットクラスに対し比較される。
ファンドがアセットクラスを変更する場合、スタイル・ドリフトと呼ばれる。例えば、通常、国債に投資するファンドが、新興市場の中小企業の株式購入へ切り替えるならばそうといえる。スタイル・ドリフトはポートフォリオ運用者に最も行動の自由を与える。しかし、もしファンドがアセット・アロケーションのターゲットを予め持っている場合は、運用者がスタイル・ドリフトする事は難しい。

## 運用成績
アクティブ運用された投資ポートフォリオの有効性は、マネージャーとリサーチ・スタッフのスキルに依存する事が明らかなだけでなく、どのくらいの期間でアクティブ運用するかにもよる。多くの投資信託は、時がたつにつれて僅かに配分の調整はあるが、市況に関わらず、アクティブ運用で投資し続けると自称した。他の運用者は、市場が長期に下落する期間においては、現金へ完全撤退、またはヘッジ戦略を使用する。これら2つのアクティブ運用者のグループは、しばしば非常に異なる成績の特性を有することになる。
2014年段階で、世界的には67％のファンドがアクティブ運用されている。 また、アクティブ運用において、そのポートフォリオ内におけるインデックスとの同等性は様々なものがある。米国ファンドの調査では、2003年段階で約45%がアクティブ・シェア60%以下であった。アクティブ・シェアとは、ポートフォリオのベンチマークに対して、その違いを計算し割合であらわしたもの。つまり、2003年の米国のファンドにおいて約45%は、ポートフォリオの約40%～約100%の範囲内でベンチマークであるインデックスと同等との計算結果であった。インデックスに似たポートフォリオにもかかわらず（クローゼット・インデックス）、アクティブ運用としての高額な運用管理費がかかる投資信託は、ほとんどの期間にわたってベンチマークであるインデックスの成績を上回れないとする指摘がある。クローゼット・トラッカーの目論見書には、しばしば「持分の80％はS＆P500内の大型成長株になります」などの文が含まれる。彼らはパフォーマンスの大半をベンチマーキングしている成長株指数の成績に直接的に依存するようにしているが、運用管理費が大きい為、それよりも少ない成績となる場合がある。
2013年段階の「The Standard & Poor's Index Versus Active (SPIVA) quarterly scorecards （SPIVAスコアカード）」は、アクティブファンドの少数だけが、S＆P指数のベンチマークよりも優れた利益を得たことを示している。比較の期間を増やすと、S＆Pのベンチマークを超えるアクティブファンドの割合は更に低下した。これは多くのアクティブファンドが、実際にはインデックスと同じようなポートフォリオになっていた可能性が原因として考えられる（クローゼット・インデックス）。
2003年の米国ファンドにおいて約30%は十分にアクティブだった（アクティブ・シェアが80%以上）。多くの投資家がアクティブ運用に期待するように、これらのマネージャーは下落する資産クラスから完全に動くことに自由裁量をもっていた。1980年から2003年までの米国ファンドを対象とした研究で、これら30%のファンドのベンチマークに対する成績には良し悪しがあるが、成績が良かったグループに関しては長期的に成績が良かった。
アクティブまたはパッシブ運用の投資信託は、保有のポートフォリオ自体はベンチマーク指数を上回っていても、運用実績としては下回る可能性がある。投資信託には手数料等がかかるが、ベンチマーク指数自体には手数料等がなく、その差分の影響を受ける為である。しかしながら、多くの投資家がベンチマークのリターンに満足していないので、アクティブ運用の需要が存在し続けている。加えて、多くの投資家は以下のような場合で投資する際、アクティブ運用が魅力的と考える。
- 価格の変動が大きい市場
- 下落傾向の市場
- 全体として考えたときに有益である可能性が低い市場のグループ。これらの種類には、小型株ようなセクターが含まれる場合がある。

## アクティブ運用の利点
アクティブ運用の主な魅力は、市場全体へ投資する代わりに、様々な投資先の選択を可能にする事である。投資家には、以下のような様々な動機や戦略がありうる：
- 投資家は、アクティブファンドはパッシブファンドよりも一般的にもっと良いものだと信じている事がありうる。
- 投資家は、アクティブファンドの運用者は投資した後、ポートフォリオをより良くしていく選択のスキルがあると信じている。
- 投資家は、効率的市場仮説に懐疑的でありうる。または、いくつかのマーケットセグメントは他のそれよりも利益において効率的ではないと信じている事がありうる。
- 投資家は、わずかにリターンを犠牲にしつつも、市場全体よりも少ないリスク、より高品質の企業に投資することで、資産価格の変動（ボラティリティ）を管理したいと望む事がありうる。
- 逆に、一部の投資家は、より高いリターンを得る機会と引き換えに、追加的なリスクを取りたいと望む事がありうる。
- 投資先において市場との相関が非常に弱い場合、分散投資として有用であり、ポートフォリオ全体の価格変動（ボラティリティ）を低下させる事がありうる。
- 一部の投資家は、市場全体へ投資するのではなく、特定の業界への投資を避けたり、投資比率をさけたり（アンダーウェイト）する戦略を望む事がありうる。投資家は、自分にとっての投資目標に より一致しているアクティブファンドを見つける事がありうる。（例えば、高成長しているハイテク企業の従業員が、報酬として自社の株式やストックオプションを受けとっている場合、同じ業界に追加投資するファンドを持っていない方が良い場合がありうる）
- 投資家は、市場平均を下回った（アンダーパフォーム）した運用者を解雇し、別の者を据える事により、若干の精神的な利点を得ていたいと考えうる。
- 投資先のインデックスが不十分と考える場合、それをカバーする目的で、アクティブファンドを購入する事がありうる。例えば、新興国市場で、適切な株式指数を構成するのに十分な数の企業がない場合では、一つの大企業の暴落により、その市場の株式指数が大きく影響を受ける可能性が示唆されている。[1]

長期のトラックレコードをもつアクティブファンドのいくつかは、バリュー株に投資している。一方、S&P 500のような幅広い市場指数に追従するようなパッシブ運用 投資信託は、その株価指数（インデックス）内のすべての有価証券に投資している（すなわちグロース株とバリュー株の両方）。
特定の新興市場での合同運用ファンドの使用は、バートン・マルキール氏によって推奨されている（彼は通常、先進国市場において、インデックスファンドはアクティブ運用よりも優れていると考える効率的市場理論の支持者）。

## アクティブ運用の欠点
アクティブ運用の最も明白な欠点は、ファンドマネージャーが悪い投資先を選択をしてしまうか、またはポートフォリオ管理に不健全な理論を用いてしまう可能性があることである。アクティブ運用に関連する手数料は、取引が頻繁にない場合でも、パッシブ運用に関連したものよりも高くなっている。アクティブファンドへの投資を考慮している人は、慎重にそのファンドの目論見書を評価する必要がある。2013年12月末から過去5年間のデータでは、米国のアクティブファンドの39％がS＆P1500の成績を上回った。3年間に縮小してみた場合では22％だけとなった。過去のデータは、アクティブ運用の大半が、彼らと対称のパッシブな株価指数の成績を上回れない場合がある事を示している。
頻繁な取引を伴うアクティブファンドの戦略は、より高い取引コストを発生させファンドのリターンを減少させる。また、頻繁な取引から生じた短期的な利益は、このようなファンドがもつ課税口座に不利な所得税の影響を与える場合がある。
理論的には、アクティブ運用ファンドの資産総額が大きくなりすぎると多くの銘柄に満遍なく投資せざるを得なくなるため、インデックス投資をするパッシブ運用ファンドと同じ状況になる。ファンドマネージャーが最高のアイデアで投資するには、その規模に限界があり、代わりに多様な銘柄に投資していかざるを得ない為である。多くの投資信託会社は、彼らがこの到達点に至る前に、そのファンドを閉じる。しかし、ファンドを閉じると投資信託会社にとって収入（運用報酬）が失われる為、彼らと出資者との間に利害対立の可能性がある。
ちなみに、トレンドを見極めながら、ローテーションしながら、アクティブ運用するのは、初心者には難しい。なぜなら、株価や債券価格等の金融商品は価格が上下しながら、トレンドが切り替わるからである。

## 本当のアクティブ運用
ほとんどの投資信託は、その保有する株式に、彼らの理事会と取締役は出資していない。言い換えれば、理事会および取締役会のメンバーは、ファンドの将来の成績に直接影響を与えない。本当のアクティブ運用とは、全てのマネージャーと取締役がそのファンドの成功で既得権を得るときである。個人所有の会社は通常、取締役レベルで戦略の意思決定を行うので、非公開株は多くの場合、本当のアクティブ運用である。